# Manfred Rulffs
Manfred Rulffs (6. března 1935, Kiel – 15. ledna 2007, Ratzeburg) byl německý veslař. Na Letních olympijských hrách 1960 v Římě získal zlatou medaili v závodě osmiveslic. Reprezentoval zde tým sjednoceného Německa.